# AFAS Live
Мюзик-холл «AFAS Live» бывший Мюзик-холл «Хейнекен» (англ. Heineken Music Hall) — концертный зал в Амстердаме (Нидерланды), расположенный недалеко от зала Амстердам-Арена. Большой зал (также называемый «Чёрной коробкой»), площадью в 3000 м², вмещающий до 5500 человек, используется для проведения концертов. Кроме того, имеется малый зал на 700 человек.
Мюзик-холл был специально спроектирован для поп-концертов. Здесь выступали такие звёзды, как Бейонсе, Ники Минаж, Radiohead, Keane и Пинк. Хотя его использовали и многие рок-группы. Среди них была и хард-рок-группа Alter Bridge, которая записал там концертный DVD Live from Amsterdam. Кроме того, он часто используется голландской компанией Q-Dance для мероприятий серии X-Qlusive, проходящих несколько раз в год. Архитектор комплекса — Фриц ван Донген.
1 декабря 2012 года в зале проводился Детского конкурса песни Евровидение 2012.